# Máté Kamarás
Máté Kamarás (* 21. September 1976 in Miskolc, Ungarn) ist ein ungarischer Musical-Darsteller und Sänger. Bekannt wurde er durch die Rolle des „Tod“ im Musical Elisabeth am Theater an der Wien.

## Leben und Wirken
Kamarás spielte seine erste Rolle 1994 am Herman Ottó-Gymnasium (Miskolc) in René. 1995 spielte er dort auch den Jean Valjean in Les Les Misérables. Im selben Jahr verhalf ihm die Gesangslehrerin Mária Toldi zur Rolle des Pilatus in Jesus Christ Superstar. Ebenfalls 1995 spielte er ein Mitglied der russischen Delegation in Chess, das im Rock Theater von Budapest aufgeführt wurde.
1996 verkörperte er den Nick im Musical Fame, im Budapester Thália Theater und trat im selben Jahr auf diversen Freilichtbühnen auf, wo er auf dem Bakáts-Platz in Utazás (dt. „Reise“) den Péter, wie auch in der Burg von Diósgyõr (Miskolc) Elke in Barbárok (dt. „Barbaren“) spielte. 1996 besuchte er in seiner Heimatstadt die Hochschule für Schauspielerei und erhielt 1997 erhielt er ein Stipendium an der Elmhurst Musical School in London. Im selben Jahr übernahm er eine Ensemble-Rolle in Tanz der Vampire in Wien, wo er bald die Rolle des schwulen Grafensohns Herbert übernahm.
1998 war Kamarás unter anderem in Rockin‘ Musical Show, einer Musical-Auswahl, auf einer Freilichtbühne in Zell am See, in „Rock it!“ tätig. 1998 bis 1999 spielte Kamarás das erste Mal den Tod in Elisabeth am Operettentheater Budapest und trat auf der Szegedi Szabadtéri Játékok, einer jährlichen Veranstaltung auf der Freilichtbühne in Szeged, als Csaba in Attila, Isten kardja (dt. Attila, der Säbel von Gott) auf.
Im Jahr 2000 folgten viele wechselnde Rollen. So übernahm er die Rolle des Amerikaners Freddie im Musical Chess in Norwegen, den Tod in der ungarischen Fassung von Elisabeth am Miskolcer National Theater sowie die Rolle des Tony in West Side Story in Szeged, anschließend die Rolle des Amadeus Mozart in der Falco-Cybershow. In dieser Zeit, der Zeit der Reality Show Taxi Orange, nahm er mit seiner österreichischen Band „Ohrrausch“ mehrere Lieder auf, darunter auch den Titelsong zu dieser Show. Sie erhielten an Auszeichnungen eine Goldplatte.
Des Weiteren war Kamarás 2001 als Nick im Musical Fame auf der Freilichtbühne der Margaret-Insel zu sehen. Von 2003 bis zur Dernière Ende des Jahres 2005 spielte er den Tod in Elisabeth am Theater an der Wien. 2007 tourte er für die Vereinigten Bühnen Wien mit Ensemble und Orchester in dieser Rolle durch Japan und spielte diese Rolle im selben Jahr in Ungarn sowie auch den Herbert und als Zweitbesetzung den Graf von Krolock in Tanz der Vampire.
Außerdem verkörperte er unter anderem in Wie die Rolle des Pharao in Joseph, 2010 stand er als Jack the Ripper im Musical Lulu am Tiroler Landestheater auf der Bühne und später als Ethan Girard in der Amstettner Tourproduktion des Musicals The Full Monty – Ganz oder gar nicht.
2012 verkörperte er als erster Europäer eine Hauptrolle in einer rein japanischen Produktion. Seitdem war er in verschiedenen japanischen Städten als Der Tod zu sehen. 2015 ersetzte Máté Kamarás Mark Seibert teilweise als Tod in Deutschland und Österreich, da dieser zeitgleich die Rolle des Fürsterzbischofs im Musical Mozart! in Wien bekam und nicht mehr alle Termine als Tod in der Elisabeth-Aufführung wahrnehmen konnte. Kamarás' Rückkehr auf die deutsche Bühne fand 2015 in München statt.

## Weitere Engagements
Bis Anfang 2006 war er auch Leadsänger der Rockband X PACT. Die Trennung von X_PACT erfolgte offiziellen Angaben zufolge unter beidseitigem Einverständnis. Im direkten Anschluss daran erfolgte die Gründung einer neuen Band mit dem Namen „Máté!“. Eine CD war für 2007 geplant.
Im November 2007 tourte er mit seiner Band „Máté!“ abermals durch Japan, um dort Konzerte zu geben. In der Zeit von 2008 bis 2010 gab Kamarás immer wieder Konzerte in Japan.
Im März 2009 veröffentlichte Kamarás seine erste eigene CD „unreleased“ und selben Jahres kam auch die erste DVD „Live in Vienna“ auf den Markt (aufgenommen im Wiener Metropol). Im Januar des Folgejahres erhielt der Sänger eine Auszeichnung von seiner Heimatstadt Miskolc und begann zudem mit Marcus Loeber ein gemeinsames Musikprojekt („We thought we were rockstars“).